# Dziarzjynsk
Dziarzjynsk (vitryska: Дзяржынск) är en stad i Belarus. Den ligger i voblasten Minsks voblast, i den centrala delen av landet, 40 km sydväst om huvudstaden Horad Mіnsk. Dziarzjynsk ligger 193 meter över havet och antalet invånare är 27 225.

## Etymologi
Orten har fått sitt namn efter Felix Dzerzjinskij.

## Natur
Terrängen runt Dziarzjynsk är platt. Dziarzjynsk är det största samhället i trakten.